# Судец, Владимир Александрович
Влади́мир Алекса́ндрович Суде́ц (10 (23) октября 1904 — 6 мая 1981, Москва) — советский военачальник, маршал авиации (1955). Герой Советского Союза (28.04.1945), Народный Герой Югославии (1964), Герой МНР (1971). Командующий дальней авиацией ВВС СССР (1955—1962), Главнокомандующий Войсками ПВО СССР — заместитель министра обороны СССР (1962—1966).

## Биография

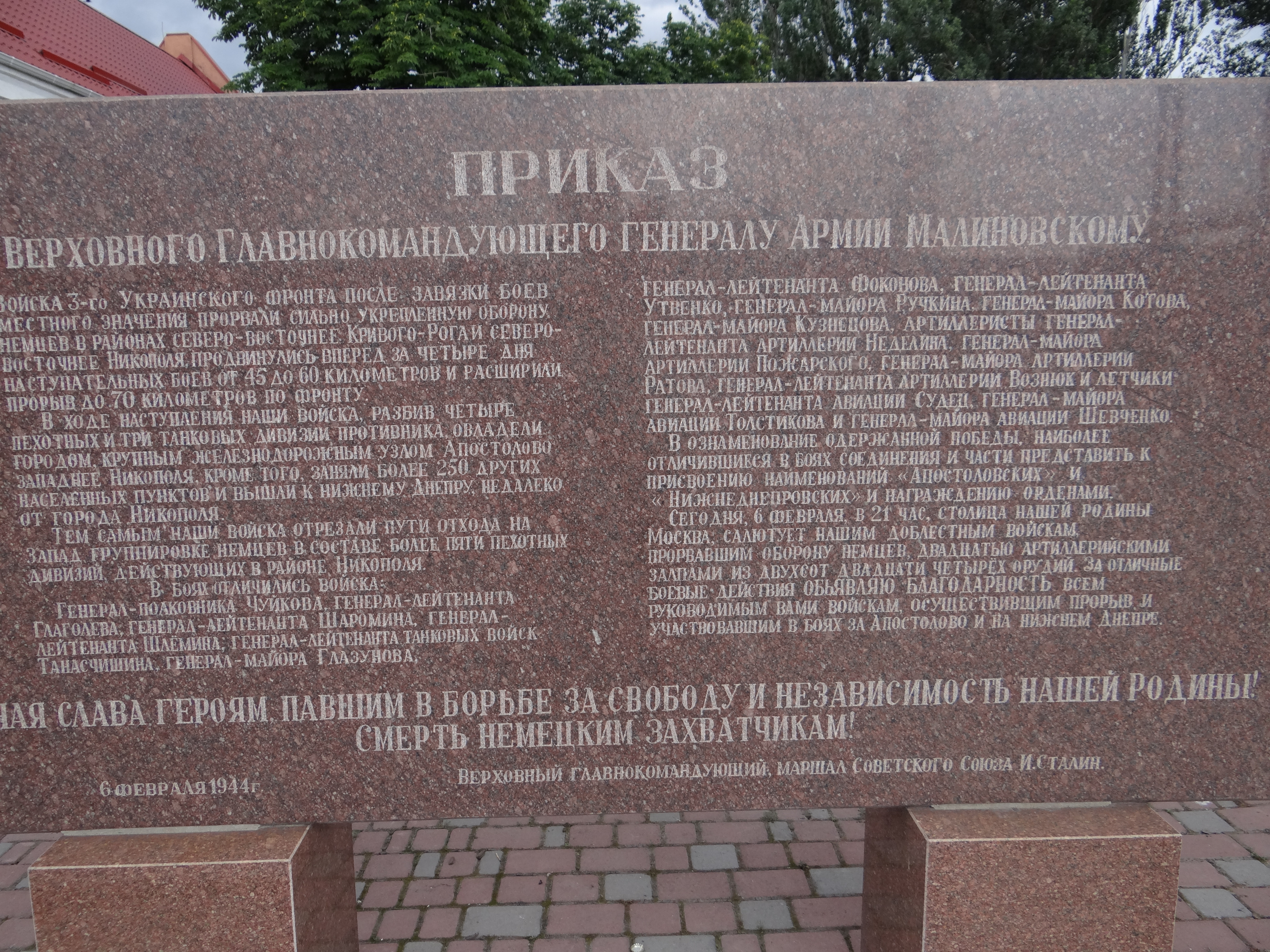
Стела в г. Апостолово

Владимир Александрович Судец родился в посёлке Нижнеднепровск (ныне в черте города Днепр) в семье рабочего. Окончил в 1919 году 5 классов реального училища, а после гражданской войны — 2 класса механико-технической профшколы. Работал на заводе в Запорожье слесарем-инструментальщиком на заводе «Коммунар». Член РКП(б) с 1924 года.
В Красной Армии с 1925 года. Окончил Ленинградскую военно-техническую школу ВВС в 1927 году, школу лётчиков — в 1929 году, курсы усовершенствования командиров частей в Севастополе в 1932 году, курсы усовершенствования командного состава при Военно-воздушной инженерной академии — в 1933 году. Служил в Киеве младшим механиком 31-й авиаэскадрильи, младшим авиатехником и учеником-лётчиком 83-го авиаотряда, младшим лётчиком 3-й авиаэскадрильи авиационных курсов в Киеве, командиром звена, временно исполняющим должность командира отряда в этой эскадрилье. С июня 1932 года — командир и военком 73-го истребительного авиационного отряда (Киев). В 1933—1937 годах служил в МНР, был инструктором советником командира авиационной бригады Монгольской народно-революционной армии. В марте-апреле 1936 года принимал участие в пограничном конфликте у Адагдуллаана, за отличия в котором первым из советских граждан был награждён монгольским орденом Красного Знамени.
С февраля 1939 года — помощник командира 27-й тяжелобомбардировочной авиационной бригады. На этом посту участвовал в советско-финской войне 1939—1940 годов, в ходе которой совершил 14 боевых вылетов.
На фронтах Великой Отечественной войны с августа 1941 года. Командовал ВВС 51-й армии.
К. М. Симонов, не раз бывавший в командировках в Крыму в августе 1941 г., писал: 
Я узнал в штабе 51-й армии о налётах наших ночных бомбардировщиков на Плоешти и о том, что они базируются здесь, в Крыму. Бомбардировщиками командовал полковник В. А. Судец, впоследствии маршал авиации. Явившись к нему, я попросил взять меня, как корреспондента «Красной звезды», на один из ночных бомбардировщиков, чтобы я, вернувшись, смог написать об их действиях. Судец отказал мне, и довольно строго.
Командовал ВВС Приволжского военного округа, 4-м бомбардировочным корпусом дальней бомбардировочной авиации, 1-й бомбардировочной воздушной армией, 1-м бомбардировочным авиационным корпусом.
С марта 1943 года по 2 апреля 1946 года командовал 17-й воздушной армией. Воздушная армия под его командованием сражалась в воздушной операции ВВС РККА в мае 1943 года, Курской битве, Изюм-Барвенковской, Донбасской, Нижнеднепровской, Никопольско-Криворожской, Березнеговато-Снигирёвской, Одесской, Ясско-Кишинёвской, Бухарестско-Арадской, Дебреценской, Будапештской, Балатонской, Венской, Грацско-Амштеттенской операциях.
За умелое руководство воздушной армией в операциях советских войск в 1943—1945 годах и личное мужество и отвагу генерал-полковнику авиации Судцу 28 апреля 1945 года присвоено звание Героя Советского Союза.
После войны ещё около года командовал армией. С апреля 1946 года — начальник Главного штаба — заместитель главкома ВВС. В 1949 году направлен учиться в академию. В 1950 году окончил Высшую военную академию имени К. Е. Ворошилова. С 1950 года — начальник Высших офицерских лётно-тактических курсов в Липецке. С 1953 года командующий 26-й воздушной армией. С 1955 года маршал авиации.
С марта 1955 по апрель 1962 года — командующий Дальней авиацией. С апреля 1962 по июль 1966 года — Главнокомандующий Войск ПВО страны — заместитель министра обороны СССР. С 1966 года — в Группе генеральных инспекторов Министерства обороны СССР. Много лет был членом редколлегии «Военно-исторического журнала», заместителем председателя Общества советско-болгарской дружбы.
Кандидат в члены ЦК КПСС в 1961—1966 годах. Депутат Верховного Совета СССР 6-го созыва.
Умер 6 мая 1981 года. Похоронен в Москве на Новодевичьем кладбище на Аллее Героев.

## Семья

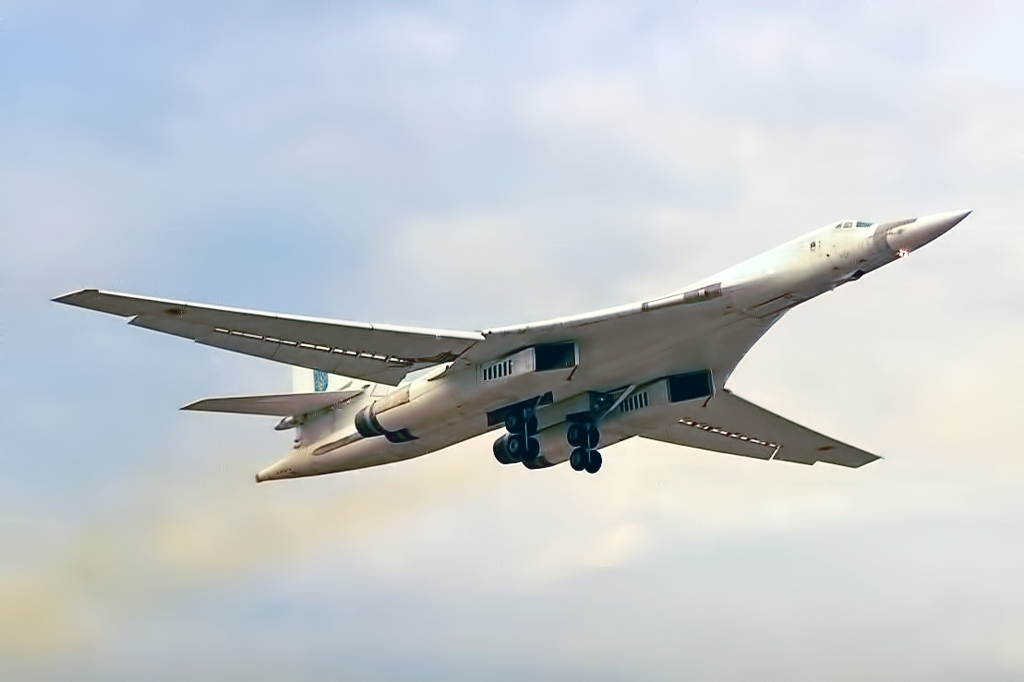
Сверхзвуковой стратегический бомбардировщик-ракетоносец Ту-160 «Владимир Судец».

В семье маршала было пятеро детей. Из них трое сыновей, которые стали авиаторами и дослужились до полковников. В семье маршала — девять внуков, четыре правнучки и три правнука.

## Награды
- Герой Советского Союза (28.04.1945);
- четыре ордена Ленина (07.04.1940, 28.04.1945, 28.10.1950, 22.10.1964);
- орден Октябрьской Революции (22.10.1974);
- пять орденов Красного Знамени (28.01.1937, 22.02.1943, 06.11.1945, 22.02.1968, …);
- орден Суворова I степени (19.03.1944);
- орден Кутузова I степени (13.09.1944);
- орден Суворова II степени (17.09.1943);
- орден Красной Звезды (3.11.1944);
- орден «За службу Родине в Вооружённых Силах СССР» III степени (30.04.1975);
- медали;
- Герой Монгольской Народной Республики с вручением медали Золотая звезда и ордена Сухэ-Батора (МНР, 1971);
- два ордена Красного Знамени (МНР, 7.04.1936, …);
- Народный герой Югославии (октябрь 1964) — за героизм в борьбе с общим врагом[9];
- Орден Партизанской звезды I степени (Югославия);
- орден Знамени ВНР I степени (ВНР);
- орден Заслуг ВНР V степени (ВНР);
- орден Венгерской свободы (ВНР);
- почётный Рыцарь-командор ордена Британской империи;
- орден «За военные заслуги» II степени с мечами и военным отличием (Болгария);
- медаль «Отечественная война 1944—1945 гг.» (НРБ);
- другие иностранные ордена;
- почётный гражданин городов Запорожье и Тирасполь.

## Сочинения
- Судец В. А. Над Днестром и Прутом. // Военно-исторический журнал. — 1969. — № 8. — С. 84—91.
- Судец В. А. Историческая победа. — Улан-Батор: Госиздат, 1979.

## Память
- 10 июля 1981 года Постановлением Совета Министров СССР № 654 Ставропольскому высшему военно-авиационному училищу лётчиков и штурманов присвоено имя Владимира Александровича Судца.
- В Днепре существует улица Маршала Судца, находится на жилмассиве «Победа».
- В Запорожье одна из улиц носит имя маршала Судца[10], который освобождал город и в 1970 году был назван почётным гражданином Запорожья[11].
- 2 декабря 2004 года самолёту дальней стратегической авиации Ту-160 с бортовым номером «15» присвоено имя «Владимир Судец».
- Памятный знак в селе Смородино Запорожской области[12].
- 3 февраля 2015 года Постановлением Правительства Москвы № 34-ПП именем Судца названа улица в Хорошевском районе столицы.